# Fluoreszcein
| Fluoreszcein |                             |
| |                             |
| |                             |
| \| \| \| |                             |
| Kémiai azonosítók                                                                                               |                             |
| CAS-szám | 2321-07-5                   |
| PubChem | 16850                       |
| ChemSpider | 15968                       |
| EINECS-szám | 219-031-8                   |
| DrugBank | DB00693                     |
| KEGG | D01261                      |
| MeSH | Fluorescein                 |
| ChEBI | 31624                       |
| ATC kód | S01JA01                     |
| InChIKey | GNBHRKFJIUUOQI-UHFFFAOYSA-N |
| Beilstein | 94324                       |
| Gmelin | 248626                      |
| UNII | TPY09G7XIR                  |
| ChEMBL | 177756                      |
| Kémiai és fizikai tulajdonságok                                                                                 |                             |
| Kémiai képlet                                                                                                   | C20H12O5                    |
| Moláris tömeg                                                                                                   | 332,31 g/mol                |
| Olvadáspont | 314-316 °C                  |
| Oldhatóság (vízben)                                                                                             | kevéssé                     |
| Veszélyek |                             |
| MSDS | MSDS                        |
| NFPA 704 | 0 1 0                       |
| R mondatok | R36, R43                    |
| S mondatok | S26, S36, S37, S39          |
| Ha másként nem jelöljük, az adatok az anyag standardállapotára (100 kPa) és 25 °C-os hőmérsékletre vonatkoznak. |                             |
| |                             |

A fluoreszcein (INN: fluorescein) egy szintetikusan előállított szerves vegyület; vízben és alkoholban oldódó, sötétnarancs/piros színű por. Széles körben alkalmazott fluoreszkáló nyomjelző.
A fluoreszcein a fluoreszcencia spektroszkópiában és mikroszkópiában gyakran alkalmazott fluorofór. Felhasználják festéklézerek aktív közegeként, a kriminalisztikai illetve szerológiai vizsgálatok során alkalmas a látens vérfoltok kimutatására, valamint egyéb helyeken jelölőfestékként. Vizes oldatokban az abszorpciós maximuma 495 nanométer, emissziós maximuma 520 nanométer körül van, a pontos érték az oldat pH-jától függ. Izobesztikus pontja 460 nm, azaz ilyen hullámhosszú megvilágításnál az abszorpció minden pH-értéknél azonos.
Főbb származékai: az izotiocianáttal reagáltatott fluoreszcein, azaz a fluoreszcein-izotiocianát (FITC); illetve az oligonukleotid szintézisben a 6-FAM foszforamidit; dinátrium só formájában uranin néven is ismert.
A vizes oldatának színe narancssárga és zöld, attól függően hogyan figyeljük meg; tükröződéssel vagy közvetlenül (ahogyan a libellában is látható, amelyben az alkohol mellé színezőanyagként alkalmazzák, hogy így növeljék a légbuborék láthatóságát, és így a műszer pontosságát). A fluoreszcein töményebb oldatai akár piros színűek is lehetnek.
A VIII. Magyar Gyógyszerkönyvben Fluoresceinum natricum    néven hivatalos.  

## Kémiai és fizika tulajdonságok

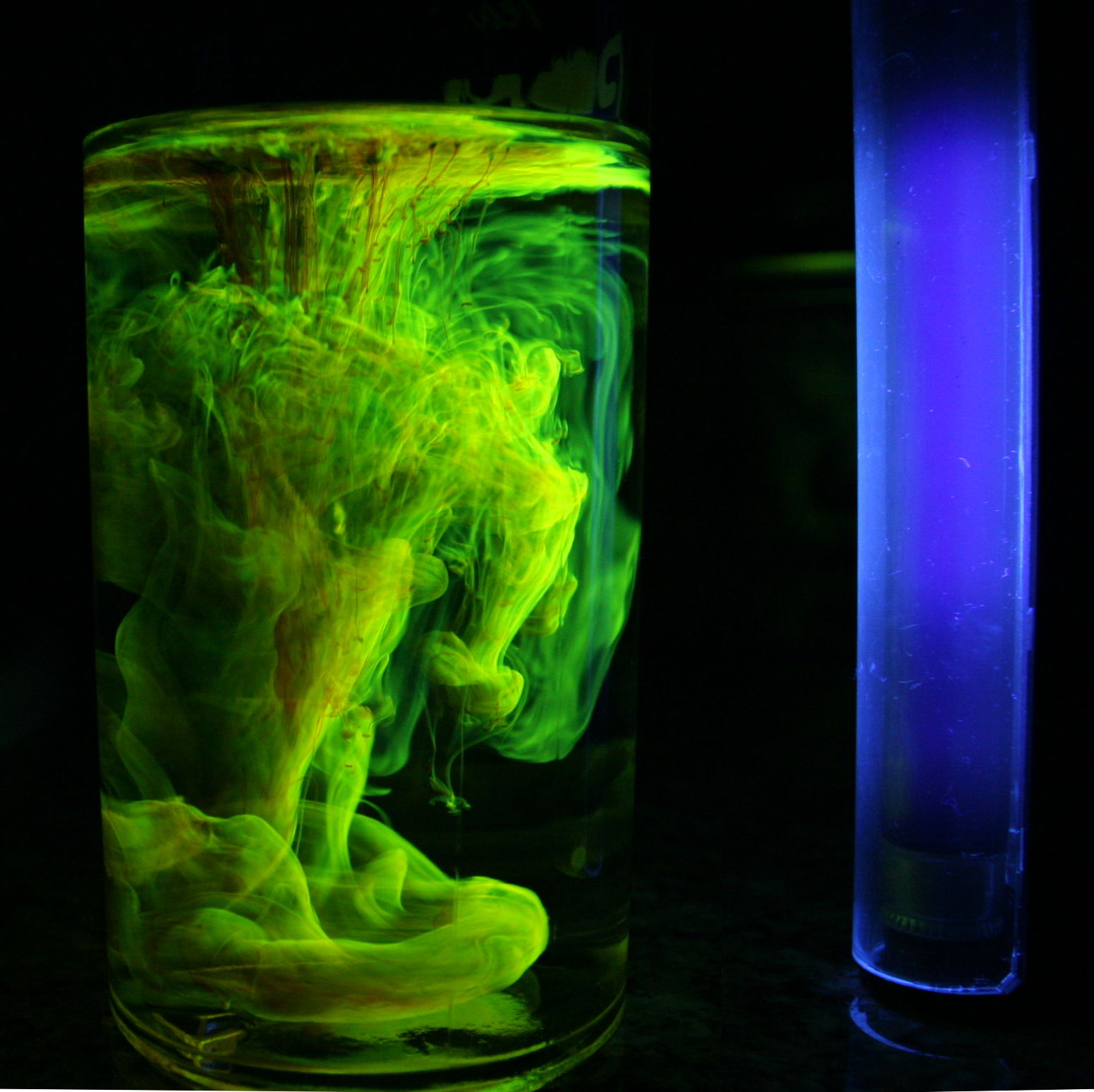
Fluoreszcein UV fényben

A molekula 490 nm körüli hullámhosszú fénnyel megvilágítva erősen fluoreszkál, a kibocsátott fény hullámhossza 520 nm körüli.
A savi disszociációs állandója (pKa) 6,4. Az ionizációs egyensúly pH-függő abszorpcióhoz és emisszióhoz vezet az 5–9-ig terjedő tartományban. A fluoreszcencia lecsengés élettartama protonált és deprotonálódott fluoreszcein esetén 3 és 4 ns közötti, amely lehetővé teszi a pH meghatározását nem intenzitásalapú mérésekkel is. Az élettartam időkorrelált egyfoton számlálással vagy fázis-modulált fluoriméterrel is megmérhető.

## Származékai

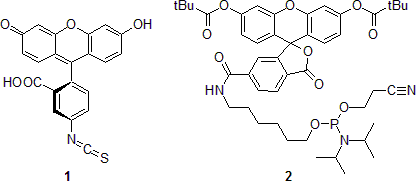
Fluoreszcein-izotiocianát és 6-FAM foszforamidit

Számos fluoreszcein származék létezik. Például a fluoreszcein-izotiocianát (1), rövidítve FITC. Ebben a fluoreszcein molekula alsó gyűrűjének egyik hidrogénatomja helyén izotiocianát-csoport (-N=C=S) van. Ez a származék bizonyos biológiailag fontos vegyületek primer aminocsoportjaival szemben reaktív, ideértve a sejten belüli fehérjéket is, ezekkel tiokarbamid kötést hoz létre. Ha a fluoreszcein maghoz szukcinimidil észter csoport kapcsolódik, NHS-fluoreszcein keletkezik; amely egy szintén ismert amino-reaktív származék. A pentafluorfenil észterek (PFP) és tetrafluorfenil észterek (TFP) szintén hasznos reagensek. Az oligonukleotid szintézisben néhány, védett fluoreszceint tartalmazó foszforamidit reagenst (pl.: 6-FAM foszforamiditot) (2); széles körben használnak fluoreszceinnel jelölt oligonukleotidok előállítására.
További zöld festékek például az Oregon Green, Tokio Green, SNAFL vagy karboxi-nafto-fluoreszcein, amiket újabb fluorofórokkal együtt – Alexa 488, FluoProbes 488, DyLight 488 – olyan biológiai és kémiai alkalmazásokban használnak fel, ahol nagyobb fotostabilitásra, eltérő spektrális jellemzőkre vagy eltérő kémiai csoportokra van szükség.

## Szintézis
A fluoreszceint először Adolf von Baeyer szintetizálta 1871-ben. A fluoreszcein Friedel–Crafts-reakcióval állítható elő ftálsav-anhidridből és rezorcinből, cink-klorid jelenlétében.
Egy másik eljárás metánszulfonsavat használ Brönsted-sav katalizátorként. Ez a módszer enyhébb feltételeket kíván, és eredményesebb is.

## Alkalmazások

### Biokémiai kutatások
A sejtbiológiában a fluoreszcein izotiocianát származékát gyakorta használják sejtek megjelölésére és fluorometriás nyomon követésére (pl.: áramlási citometria). Továbbá a biológiailag aktív molekulák (mint amilyenek az antitestek is) képesek kapcsolódni a fluoreszceinhez, ezáltal lehetővé téve a biológusok számára, hogy specifikus fehérjéket vagy sejten belül struktúrákat vegyenek célba a fluorofórral. Ez az alkalmazás gyakori a Yeast display eljárásban.
A fluoreszcein nukleozid trifoszfáttá (NTP) konjugálható; valamint enzimatikusan beépíthető próba az in situ hibridizációhoz. Ugyanerre a célra a fluoreszcein amidit is használható, mert lehetővé teszi jelölt oligonukleotidok szintézisét. Egy további technika, a Molecular Beacon szintetikus fluoreszceinnel jelölt oligonukleotidokat használ fel. A fluoreszceinnel jelölt próbák láthatóvá tehetők a FISH eljárással; vagy célzott ellenanyagokkal (immunhisztokémia). Az utóbbi gyakori alternatívája a digoxigeninnek, a két módszert együtt is alkalmazzák akkor, ha két gént kell megjelölni egy mintában.

### Egészségmegőrzés
A fluoreszcein nátrium sója széles körben alkalmazott vizsgálati anyag a szemészet és az optometria területén; ahol a szaruhártya horzsolásainak, fekélyeinek és herpeszes szaruhártya fertőzés diagnosztizálásához használnak helyi fluoreszceint. Kemény, gázáteresztő kontaktlencse felhelyezésekor is felhasználják, hogy értékelni lehessen a lencse alatti könny-réteget. Ez úgy lehetséges, hogy az egyszer használatos steril tasakokban tárolt szálmentes papír felhordókat fluoreszcein-nátriumba áztatják.
Intravénás illetve orális fluoreszcein használatos a fluoreszcens angiográfiás kutatásokban, és az érrendszeri betegségek diagnosztizálásában, kategorizálásában – beleértve a lábat, az időskori makula degenerációt, diabetikus retinopatiát, intraokuláris gyulladásokat és daganatokat – valamint egyre gyakrabban az agydaganat műtéteknél.

### Tengeri mentés

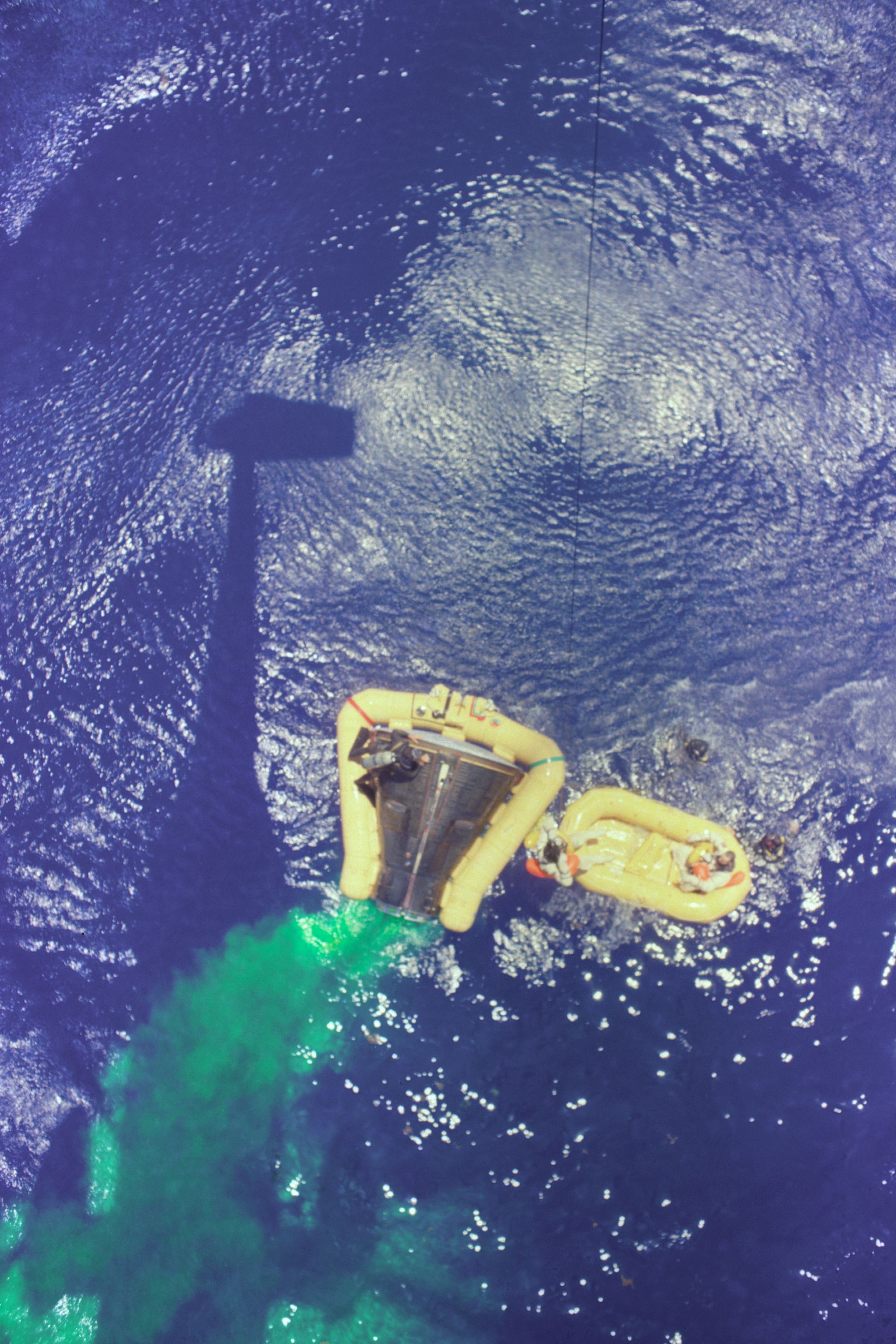
1965 júliusa; a Gemini–4 űrhajó legénysége festéket engedett a vízbe, hogy segítse a „splashdown” helyének megtalálását

A második világháború alatt a német repülőgépek személyzete kis mennyiségű fluoreszceint hordott magánál. Ha a gépet lelőtték, de a személyzet ejtőernyővel kiugrott; a tengerbe érkezés után a vízbe engedték azt. A fluoreszcein okozta élénk szín jól látszott a levegőből, még nagy távolságból is; így segítette a légimentőket, hogy megtalálják a lezuhant legénységet. A módszert később más országok légiereje is átvette.

### Folyórendszerek

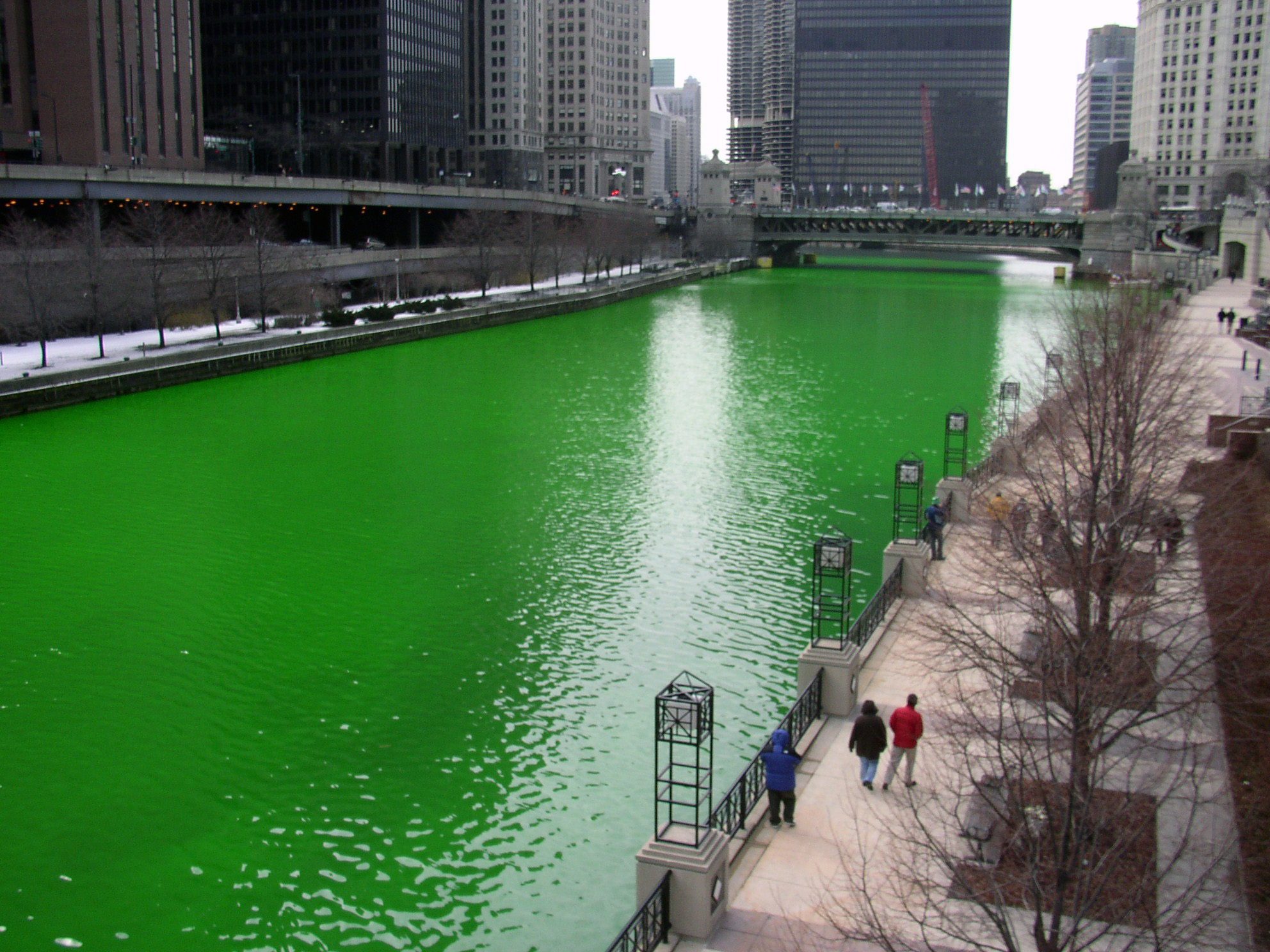
A Chicago River vize zöldre festve

A fluoreszceint felhasználják vízben oldódó festékek alkotóelemeként, különböző környezetvédelmi szimulációkhoz, vizsgálatokhoz. A festéket az esővízhez adva bármilyen szivárgás kimutatható. Felhasználják víz alatti barlangrendszerek feltérképezéséhez is, a segítségével meghatározható, hogy a barlangban található víz hol bukkan felszínre, kapcsolatban áll-e más barlangokkal.
1962-től kezdődően minden évben, Szent Patrik napja alkalmából befestik a Chicago folyó vizét; habár a környezetvédők nyomására az alkalmazott festék 1966 óta nem tartalmaz fluoreszceint.
Ausztráliában és Új-Zélandon a denaturált szesz elszínezésére is használják.

### Olajipar
A fluoreszcein festék 15%-os oldatát gyakran használják tenger alatti olaj -és gáz vezetékek illetve más tenger alatti infrastruktúrák nyomáspróbájakor, hogy felfedezzék a szivárgásokat. A szivárgásoknál kiömlő festéket a búvárok UV fényforrással észlelik.

## Biztonság

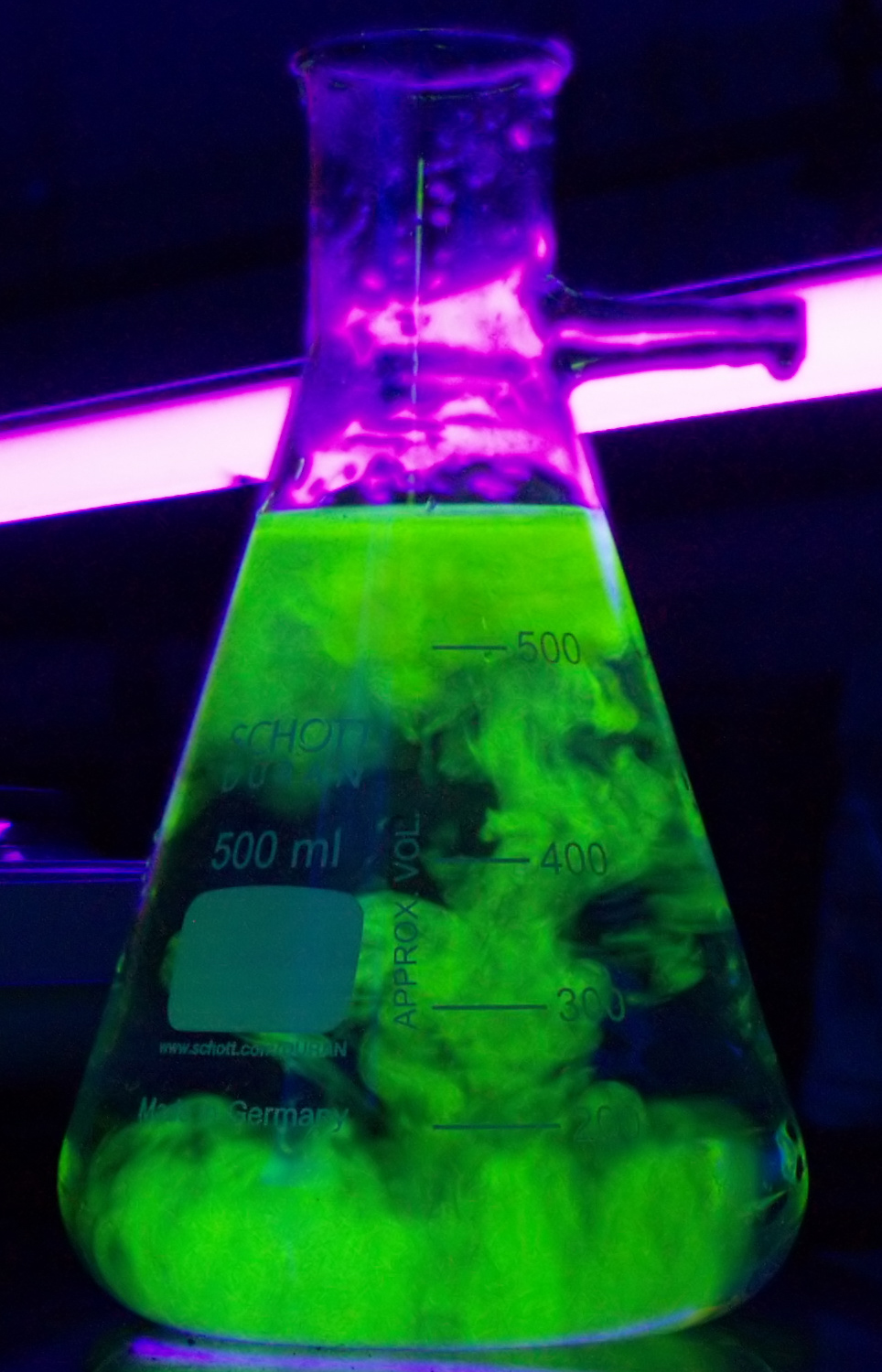
Fluoreszcein ultraibolya fény alatt.

Az intravénásan, szájon át és helyileg alkalmazott fluoreszcein is okozhat mellékhatásokat; hányingert, hányást, kiütéseket, akut hipotóniát, anafilaxiát, és hozzá kapcsolódóan anafilaxiás reakciót; az anafilaxiás sokk hirtelen szívmegállást és halált okozhat.
A leggyakoribb tünet a hányinger, amelynek elsősorban a test és a nátrium-fluoreszcein festék pH-értéke közti eltérés az oka; azonban más tényezők is hozzájárulnak. A hányinger rendszerint átmeneti és gyorsan elmúlik. A kiütések a kissé kellemetlentől a súlyosig is terjedhetnek; ám egyetlen adag antihisztamin teljes megkönnyebbülést hozhat. Az anafilaxiás sokk és az azt követő hirtelen szívleállás és halál nagyon ritka, mivel azonban ez néhány percen belül bekövetkezik, a fluoreszceint használó egészségügyi dolgozó fel kell legyen készítve arra, hogy sürgösségi újjáélesztést hajtson végre.
Az intravénás alkalmazás jár a legtöbb mellékhatással, beleértve a hirtelen halált; lehetséges azonban, hogy ez nem a nagyobb kockázatot, hanem a gyakoribb alkalmazást tükrözi. Mind a helyi, mind a szájon keresztüli felhasználás esetén jelentkezett anafilaxia, egy esetben anafilaxiás szívleállást okozott a helyileg alkalmazott szemcsepp (az érintett személyt újraélesztették). A jelentett mellékhatások aránya változó, 1 és 6% közé tehető. A kockázat 25-ször magasabb azok esetében, akiknél már korábban előfordultak mellékhatások. A kockázat azonban csökkenthető antihisztamin megelőző szedésével; és a bekövetkező anafilaxia azonnali sürgősségi kezelésével. Egy egyszerű Prick-teszt elvégzése segíthet kiszűrni a magasabb kockázatú személyeket.

## Lásd még
- A fluoreszcein származékai:
  - Eozin
  - Karboxifluoreszcein
  - Fluoreszcein-izotiocianát
  - Fluoreszcein amidit (FAM)
  - Merbromin
  - Eritrozin
  - Rose Bengal
  - DyLight Fluor
- Más festékanyagok:
  - Luminol
  - Metilénkék

## Fordítás
Ez a szócikk részben vagy egészben  a   Fluorescein című angol Wikipédia-szócikk ezen változatának fordításán alapul.  Az eredeti cikk szerkesztőit annak laptörténete sorolja fel. Ez a jelzés csupán a megfogalmazás eredetét és a szerzői jogokat jelzi, nem szolgál a cikkben szereplő információk forrásmegjelöléseként.